# Freycenet-la-Tour
Freycenet-la-Tour – miejscowość i gmina we Francji, w regionie Owernia-Rodan-Alpy, w departamencie Górna Loara.
Według danych na rok 1990 gminę zamieszkiwały 152 osoby, a gęstość zaludnienia wynosiła 19 osób/km² (wśród 1310 gmin Owernii Freycenet-la-Tour plasuje się na 695. miejscu pod względem liczby ludności, natomiast pod względem powierzchni na miejscu 892.).